# San Juan (fiume Nicaragua)
Il fiume San Juan (Río San Juan in spagnolo) è il fiume emissario che esce dal lago Nicaragua e che sfocia nel Mar dei Caraibi. Ha una lunghezza di circa 192 km e per un lungo tratto segna il confine tra il Nicaragua e la Costa Rica. Il fiume ed il lago ospitano una fauna molto particolare, tra cui gli unici squali di grande taglia che vivono anche in acqua dolce (Carcharhinus leucas).

## Storia
Navigabile lungo tutto il suo percorso, il fiume veniva utilizzato nel XIX secolo per trasbordare dall'Oceano Atlantico al Pacifico: dai Caraibi le navi risalivano il fiume e poi il lago di Nicaragua fino all'istmo di Rivas, i passeggeri e le merci quindi passavano l'istmo via terra, per poi imbarcarsi nuovamente sulle coste del Pacifico, proseguendo il loro viaggio.
Durante la fine del XIX secolo vennero avanzati dei progetti per tagliare l'istmo di Rivas, che però il taglio del canale di Panama rese superati. Questi progetti sono stati recentemente ripresi, poiché il canale di Panama risulta essere ormai inadeguato all'ingente traffico tra i due oceani.

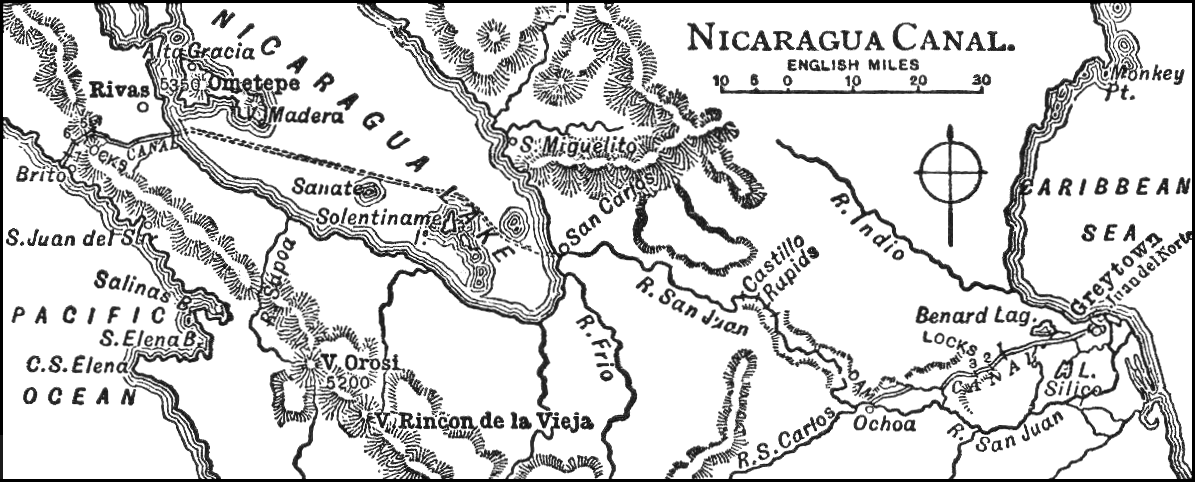
Mappa di uno dei progetti per il canale del Nicaragua